# Rhodesaclerda combreticola
Rhodesaclerda combreticola  (лат.) — вид полужесткокрылых насекомых-червецов рода Rhodesaclerda из семейства аклердиды (Aclerdidae).

## Распространение
Южная Африка: Зимбабве (Inyazura).

## Описание
Микроскопического размера червецы, длина самок менее 1 мм. 
Питаются соками таких растений, как Combretaceae (Combretum ). 
Вид был впервые описан в 1954 году энтомологом Харольдом МакКоннеллом (Harold S. McConnell). 
Таксон Rhodesaclerda combreticola включён в состав рода Rhodesaclerda McConnell, 1954 вместе с таксонами Rhodesaclerda halli McConnell, 1954, Rhodesaclerda insleyae Hodgon & Millar, 2002.